# José Carrone
José Carrone fue un sacerdote salesiano argentino. 
Nació en Rosario (provincia de Santa Fe, Argentina) el 25 de octubre de 1916 y falleció en San Miguel de Tucumán, el 19 de octubre de 1988.[cita requerida]

## Biografía
En 1941 se ordenó sacerdote en la Orden Salesiana y sirvió en distintas casas de esa comunidad, en la zona de Cuyo. 
En 1963 fue designado director del Colegio Salesiano "General Belgrano" de Tucumán. Encabezó entonces un movimiento para obtener fondos destinados a la construcción del templo de María Auxiliadora. 
Fue la "campaña de las 5000 bolsas de cemento", que animaba Carrone a través de la radio. Posteriormente, asumió funciones de cura en la parroquia de Don Bosco. 
En 1966, durante el cierre de los ingenios azucareros, el padre Carrone decidió dar respuesta a las necesidades de los habitantes de su barrio. Fundó así el comedor infantil "Don Bosco", costeado por donaciones, donde llegó a dar alimento a 300 personas.
Además, desde 1967 y hasta el fin de su vida, todas las noches conducía un micro de pensamientos espirituales llamado Momento reflexión en el canal 10 de televisión (de Tucumán). 
Fue una figura muy popular y querida en esa provincia. 
Murió el 19 de octubre de 1988.
- Datos: Q5938841